# Сериси (Козенца)
Сериси је насеље у Италији у округу Козенца, региону Калабрија.
Према процени из 2011. у насељу је живело 7 становника. Насеље се налази на надморској висини од 1224 м.